# Handball aux Jeux olympiques d'été de 2000
Navigation
Atlanta 1996 Athènes 2004
Les épreuves masculine et féminine de Handball aux Jeux olympiques d'été de 2000 se sont déroulés du 16 septembre au 1er octobre 2000.
Par rapport à Atlanta en 1996, de nombreux changements sont instaurés pour cette édition du tournoi olympique. La compétition féminine comporte dorénavant 10 nations contre 8 précédemment et surtout, des quarts de finale sont ajoutés aux deux tournois, diminuant de facto l'importance de la phase de poule.
Deux lieux de compétition ont été utilisés, tous deux situés dans le parc olympique : le Pavillon 2 de l'Exhibition Complex, d'une capacité de 6 000 spectateurs, a été utilisé pour les phases de poules et les quarts de finale du tournoi masculin tandis que les phases finales se sont tenues au Dome, d'une capacité de 10 000 spectateurs. Tous les matchs se sont joués à guichet fermé.
Chez les hommes, l'or est remporté par la Russie, qui retrouve le titre remporté en 1992 avec l'Équipe unifiée. Considérée comme l'une des meilleures équipes masculines de handball de tous les temps, la Suède échoue pour la troisième fois consécutive en finale. Comme quatre ans plus tôt, l'Espagne remporte le bronze, cette fois-ci aux dépens de la République fédérale de Yougoslavie.
Chez les femmes, on retrouve les mêmes demi-finalistes qu'en 1996. Si le Danemark conserve le titre acquis quatre ans plus tôt, la Hongrie monte d'une marche sur le podium après leur médaille de bronze remportée Atlanta, suivie de la Norvège. La Corée du Sud termine donc au pied du podium après 4 médailles consécutives.

## Podium masculin

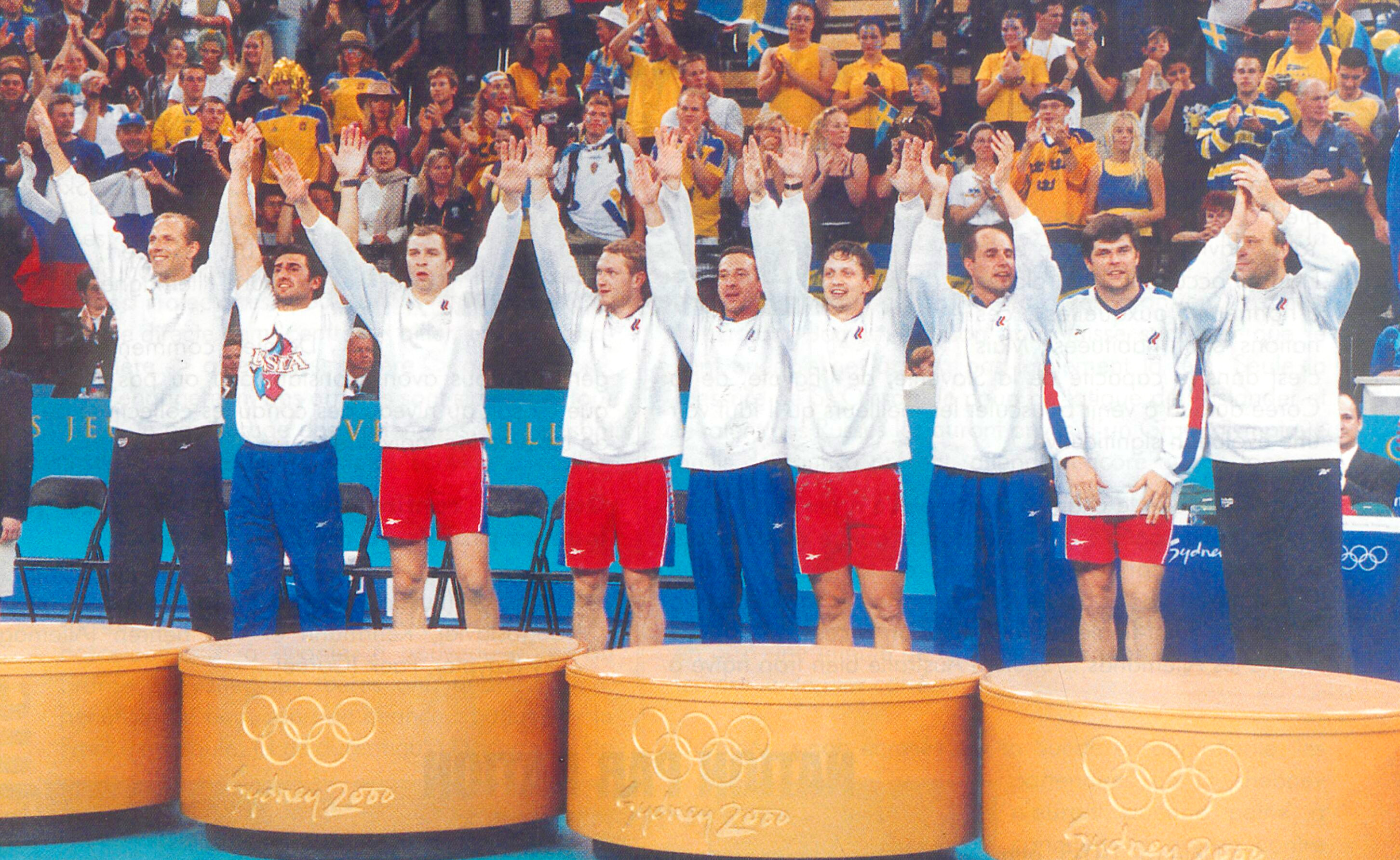
Les Russes sont champions olympiques

Les équipes et joueurs présents sur le podium sont :
| Médaille | Pays    | Joueurs |
|          | Russie  | Dimitri Filippov, Viatcheslav Gorpichine, Oleg Khodkov, Edouard Kokcharov, Denis Krivochlikov, Vassili Koudinov, Stanislav Koulintchenko, Dimitri Kouzelev, Andreï Lavrov, Igor Lavrov, Sergueï Pogorelov, Pavel Soukossian, Dimitri Torgovanov, Alexandre Toutchkine, Lev Voronine |
|          | Suède   | Tomas Svensson, Martin Boquist, Magnus Wislander, Tomas Sivertsson, Ola Lindgren, Martin Frändesjö, Mathias Franzén, Johan Petersson, Stefan Lövgren, Pierre Thorsson, Peter Gentzel, Staffan Olsson, Magnus Andersson, Andreas Larsson, Ljubomir Vranjes                           |
|          | Espagne | Antonio Ugalde, Andrei Xepkin, Rafael Guijosa, Enric Masip, Xavier O'Callaghan, Iñaki Urdangarín, Jesús Olalla, Mateo Garralda, Talant Dujshebaev, Demetrio Lozano, Jordi Núñez, Alberto Urdiales, Juancho Pérez, David Barrufet, Antonio Carlos Ortega                             |

## Podium féminin

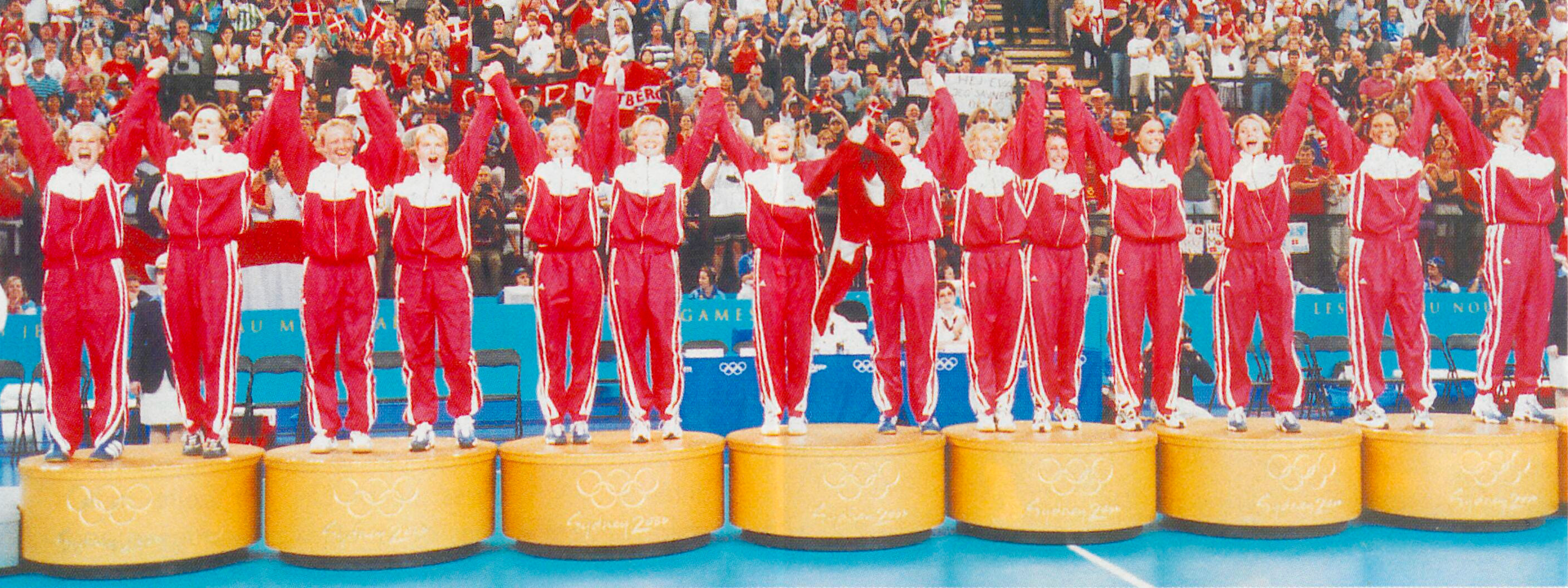
Les Danoises sont championnes olympiques

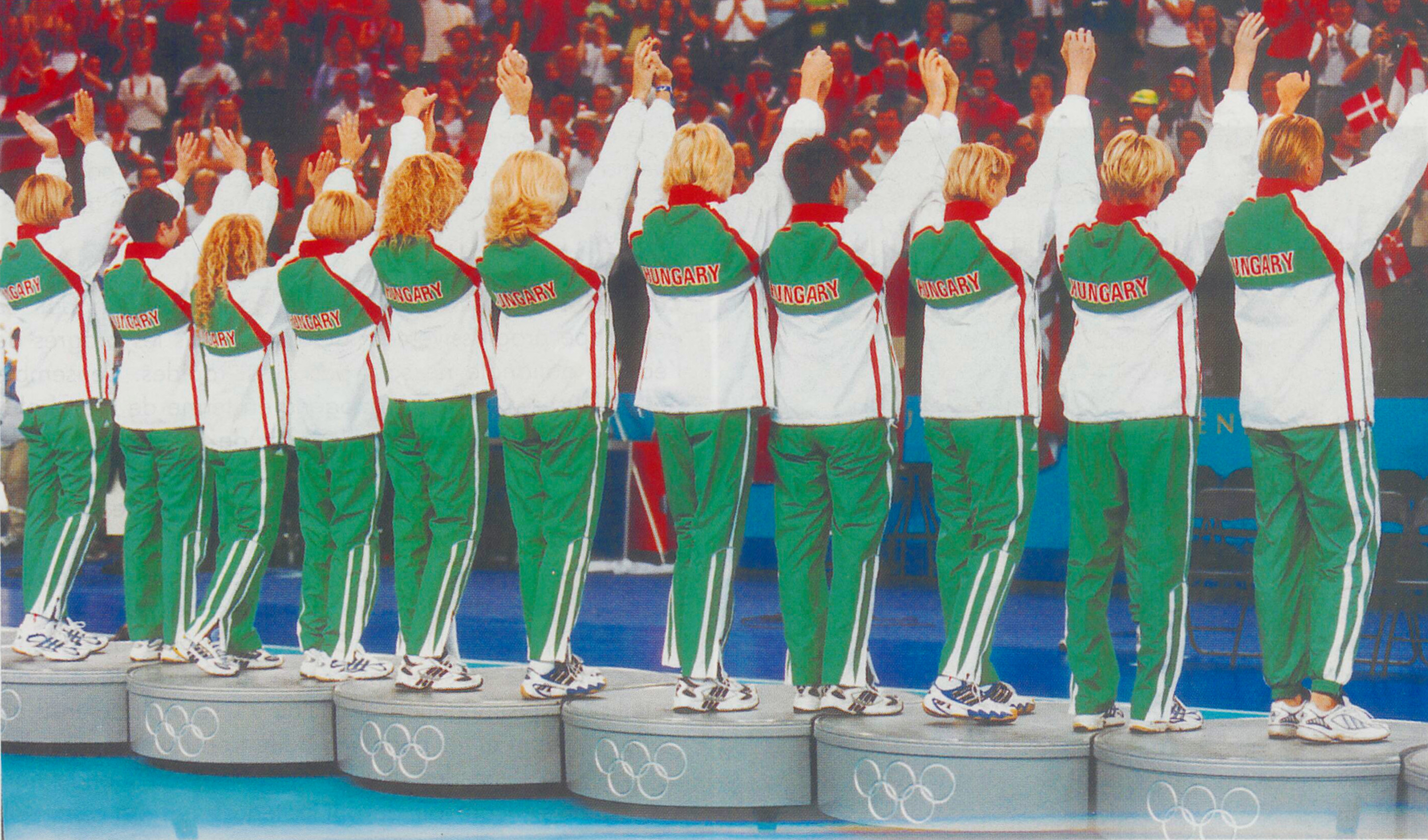
Les Hongroises sont vice-championnes olympiques

Les équipes et joueuses présentes sur le podium sont :
| Médaille | Pays     | Joueuses |
|          | Danemark | Lene Rantala, Katrine Fruelund, Camilla Andersen, Mette Vestergaard, Anette Hoffmann-Møberg, Christina Roslyng, Tina Bøttzau, Janne Kolling, Anja Nielsen, Karin Mortensen, Lotte Kiærskou, Maja Grønbæk, Tonje Kjærgaard, Rikke Schmidt, Karen Brødsgaard    |
|          | Hongrie  | Andrea Farkas, Judit Simics (Zsembery), Ildikó Pádár, Anikó Nagy, Rita Déli, Bojana Radulovics, Krisztina Pigniczki, Ágnes Farkas, Anikó Kántor, Beáta Siti, Beatrix Kökény, Katalin Pálinger, Dóra Lőwy, Anita Kulcsár, Beatrix Balogh                       |
|          | Norvège  | Heidi Tjugum, Tonje Larsen, Kjersti Grini, Kristine Duvholt, Susann Goksør Bjerkrheim, Else-Marthe Sørli, Monica Sandve, Mia Hundvin, Marianne Rokne, Trine Haltvik, Ann Cathrin Eriksen, Cecilie Leganger, Birgitte Sættem, Elisabeth Hilmo, Jeanette Nilsen |

## Tournoi olympique masculin

### Qualifications
Les 7 premières équipes du Championnat du monde 1999 en Égypte ont obtenu leur qualification : la Suède, championne du monde, et la Russie, finaliste, sont ainsi accompagnés de la RF Yougoslavie, de l'Espagne, de l'Allemagne, de la France et de l'Égypte. Enfin, en plus du pays hôte, l'Australie, les 4 autres qualifiés sont les représentants continentaux : la Tunisie (vainqueur du tournoi de qualification d'Afrique, l'Égypte étant déjà qualifié via le Mondial 1999), la Corée du Sud (vainqueur du Championnat d'Asie (en)), Cuba (vainqueur des Jeux panaméricains (en)) et enfin, la Slovénie, 5e et première équipe non encore qualifiée du championnat d'Europe 2000.
Le champion olympique en titre, la Croatie, n'a ainsi pas pu défendre son titre : seulement 10e du Mondial 1999, les Croates ne sont pas parvenus à obtenir la place qualificative attribuée lors du championnat d'Europe 2000 pourtant joué à domicile, s'inclinant 25 à 24 au terme d'un match spectaculaire face à leurs voisins Slovènes lors du match de classement pour la 5e place.

### Tour préliminaire
Les 7 nations européennes ainsi que la meilleure nation non européenne, l'Égypte, se sont qualifiées pour les quarts de finale. Dans la poule A, la Russie termine en tête devant l'Allemagne, la RF Yougoslavie et l'Égypte qui a surpris les Allemands (22-21). Dans la poule B, la Suède est la seule équipe à terminer invaincue, même si elle a dû batailler pour écarter l'Espagne (28-27). Ces derniers, battus par la France 25 à 23, termine 3e derrière leur adversaire, mais devant la Slovénie.
- Qualification pour les quarts de finale
- Éliminé

#### Poule A
|     | Équipe         | Pts | J | G | N | P | Bp  | Bc  | Diff |
| --- | -------------- | --- | - | - | - | - | --- | --- | ---- |
| 1er | Russie         | 8   | 5 | 4 | 0 | 1 | 129 | 121 | 8    |
| 2e  | Allemagne      | 7   | 5 | 3 | 1 | 1 | 128 | 113 | 15   |
| 3e  | RF Yougoslavie | 6   | 5 | 3 | 0 | 2 | 130 | 127 | 3    |
| 4e  | Égypte         | 6   | 5 | 3 | 0 | 2 | 122 | 115 | 7    |
| 5e  | Corée du Sud   | 3   | 5 | 1 | 1 | 3 | 128 | 131 | -3   |
| 6e  | Cuba           | 0   | 5 | 0 | 0 | 5 | 128 | 158 | -30  |

#### Poule B
|     | Équipe    | Pts | J | G | N | P | Bp  | Bc  | Diff |
| --- | --------- | --- | - | - | - | - | --- | --- | ---- |
| 1er | Suède     | 10  | 5 | 5 | 0 | 0 | 155 | 121 | 34   |
| 2e  | France    | 7   | 5 | 3 | 1 | 1 | 120 | 104 | 16   |
| 3e  | Espagne   | 6   | 5 | 3 | 0 | 2 | 144 | 126 | 18   |
| 4e  | Slovénie  | 5   | 5 | 2 | 1 | 2 | 137 | 127 | 10   |
| 5e  | Tunisie   | 2   | 5 | 1 | 0 | 4 | 111 | 117 | -6   |
| 6e  | Australie | 0   | 5 | 0 | 0 | 5 | 106 | 178 | -72  |

### Phase finale
En quart de finale, la Russie a nettement dominé la Slovénie (33-22), la Suède a battu l'Égypte (27-23) et enfin les Espagnols, grâce à un ultime but de Rafael Guijosa (son 9e du match), s'imposent au terme d'un match très serré face aux Allemands (27-26). Face aux Yougoslaves de Dragan Škrbić, qui sera élu meilleur handballeur de l'année 2000 et auteur d'un 7/7, les Français font un bon début de match (5-2 après 10 minutes de jeu) mais encaissent ensuite un 7-0 à cause notamment d'un Arpad Šterbik qui terminera le match à 46,7 % d'arrêts. Si les coéquipiers de Jackson Richardson reviennent au score (10-9 à la mi-temps, 15-14 à la 40e minute, 19-18 à la 50e minute en faveur des Yougoslaves), les joueurs de Veselin Vujović marquent ensuite 4 buts consécutifs (23-18) pour finalement s'imposer 26 à 21.
En demi-finale se retrouvent donc les 4 équipes qui avaient atteint ce même stade lors du Championnat du monde 1999. Les victoires conjuguées des Russes (29-26 face aux Yougoslaves) et des Suédois (32-25 face aux Espagnols) conduit à reproduire les mêmes finales.
En finale, la Suède avait toutes les raisons de croire que son heure olympique venue était enfin venue après les médailles d'argent remportées en 1992 et 1996. Ayant battu ces mêmes Russes en finale du Mondial 1999 puis de l'Euro 2000, le titre olympique serait leur 4e compétition majeure remportée consécutivement, performance jamais réalisée jusqu'alors. À l'issue d'une première mi-temps serrée, les Suédois sont parvenus à prendre la tête sur le score de 14 à 13 et semblent sur le chemin de l'or olympique. Hélas se produit pour les Suédois un « vrai désastre », comme évoqué au terme du match par le capitaine Stefan Lövgren, auteur au demeurant de seulement 3 buts sur 11 tentatives (27 %) : grâce notamment aux nombreux arrêts d'Andreï Lavrov, les Russes marquent 7 buts consécutivement, faisant passer la marque de 14-16 à 21-16. La Suède de ne parviendra pas à se remettre de ce trou d'air et, même s'ils sont ensuite parvenus à réduire l'écart (24-23), ils ne parviendront pas empêcher les Russes de s'imposer sur le score de 28 à 26. Pour la Suède, la défaite est d'autant plus cruelle qu'il s'agit de leur troisième médaille d'argent consécutive : l'une des plus grandes équipes de tous les temps ne sera donc jamais parvenue à remporter le titre olympique. Quant à la Russie, si elle remporte sa première médaille olympique en tant que nation indépendante, elle compte surtout dans ses rangs un joueur, Andreï Lavrov, qui est le premier handballeur à remporter trois médailles d'or après les titres olympiques acquis sous l'égide de l'URSS en 1988 puis de l'Équipe unifiée en 1992. À Athènes en 2004, il ajoutera enfin une médaille de bronze à sa collection.
Dans le match pour la 3e place, l'Espagne, après avoir mené de 3 buts à la mi-temps face à la RF Yougoslavie (12-9), accroît ensuite cette avance à 8 buts (21-13) pour finalement s'imposer 26 à 22 et remporter une médaille de bronze dont ils avaient été privés par ces mêmes Yougoslaves un an plus tôt au Mondial. À l'opposé, pas de changement dans le match de classement pour la 5e place puisque les Allemands ont de nouveau battu les Français, sur le score de 25 à 22.
|  | Quarts de finale  | Quarts de finale  |                   |                   | Demi-finales           | Demi-finales           |    |  | Finale            | Finale            |
|  | Quarts de finale  | Quarts de finale  |                   |                   | Demi-finales           | Demi-finales           |    |  | Finale            | Finale            |
|  |                   |                   |                   |                   |                        |                        |    |  |                   |                   |
|  | 26 septembre 2000 | 26 septembre 2000 |                   |                   | 29 septembre 2000      | 29 septembre 2000      |    |  | 30 septembre 2000 | 30 septembre 2000 |
|  | 26 septembre 2000 | 26 septembre 2000 |                   |                   | 29 septembre 2000      | 29 septembre 2000      |    |  | 30 septembre 2000 | 30 septembre 2000 |
|  | Russie            | 33                |                   |                   | 29 septembre 2000      | 29 septembre 2000      |    |  | 30 septembre 2000 | 30 septembre 2000 |
|  | Russie            | 33                |                   |                   | 29 septembre 2000      | 29 septembre 2000      |    |  | 30 septembre 2000 | 30 septembre 2000 |
|  | Slovénie          | 22                |                   |                   | 29 septembre 2000      | 29 septembre 2000      |    |  | 30 septembre 2000 | 30 septembre 2000 |
|  | Slovénie          | 22                | Russie            | 29                |                        |                        |    |  | 30 septembre 2000 | 30 septembre 2000 |
|  | 26 septembre 2000 |                   | Russie            | 29                |                        |                        |    |  | 30 septembre 2000 | 30 septembre 2000 |
|  |                   | RF Yougoslavie    | 26                |                   |                        |                        |    |  | 30 septembre 2000 | 30 septembre 2000 |
|  | RF Yougoslavie    | RF Yougoslavie    | 26                | 26                |                        |                        |    |  | 30 septembre 2000 | 30 septembre 2000 |
|  | RF Yougoslavie    |                   |                   | 26                |                        |                        |    |  | 30 septembre 2000 | 30 septembre 2000 |
|  | France            | 21                |                   |                   |                        |                        |    |  | 30 septembre 2000 | 30 septembre 2000 |
|  | France            | 21                | Russie            | 28                |                        |                        |    |  |                   |                   |
|  | 26 septembre 2000 |                   | Russie            | 28                |                        |                        |    |  |                   |                   |
|  |                   | Suède             | 26                |                   |                        |                        |    |  |                   |                   |
|  | Espagne           | Suède             | 26                | 27                |                        |                        |    |  |                   |                   |
|  | Espagne           | 29 septembre 2000 |                   | 27                |                        |                        |    |  |                   |                   |
|  | Allemagne         | 26                |                   |                   |                        |                        |    |  |                   |                   |
|  | Allemagne         | 26                | Espagne           | 25                |                        |                        |    |  |                   |                   |
|  | 26 septembre 2000 | 26 septembre 2000 | Espagne           | 25                | Match pour la 3e place | Match pour la 3e place |    |  |                   |                   |
|  | 26 septembre 2000 | 26 septembre 2000 |                   | Suède             | Match pour la 3e place | Match pour la 3e place | 32 |  |                   |                   |
|  | Suède             | 27                | 30 septembre 2000 | 30 septembre 2000 |                        |                        | 32 |  |                   |                   |
|  | Suède             | 27                | 30 septembre 2000 | 30 septembre 2000 |                        |                        |    |  |                   |                   |
|  | Égypte            | 23                |                   | RF Yougoslavie    | 22                     |                        |    |  |                   |                   |
|  | Égypte            | 23                |                   | RF Yougoslavie    | 22                     |                        |    |  |                   |                   |
|  |                   |                   |                   |                   |                        |                        |    |  | Espagne           | 26                |
|  |                   |                   |                   |                   |                        |                        |    |  | Espagne           | 26                |

### Match pour la3eplace
| 30 septembre 2000 19h30 (heure locale) | RF Yougoslavie          | 22 – 26                           | Espagne                 | The Dome, Sydney Arbitrage : Jan Boye Bjarne Munk Jensen |
| 30 septembre 2000 19h30 (heure locale) | Milosavljević, Škrbić 6 | (9–12)                            | Antonio Carlos Ortega 7 | The Dome, Sydney Arbitrage : Jan Boye Bjarne Munk Jensen |
| 30 septembre 2000 19h30 (heure locale) | ×3 ×7                   | Rapport officiel, p. 73 Olympedia | ×3 ×7                   | The Dome, Sydney Arbitrage : Jan Boye Bjarne Munk Jensen |

### Finale
| 30 septembre 2000 21h30 (heure locale) | Russie                 | 28 – 26                           | Suède              | The Dome, Sydney Arbitrage : Svein Olav Øie Bjørn Hogsnes |
| 30 septembre 2000 21h30 (heure locale) | Aleksandr Toutchkine 7 | (13–14)                           | Ljubomir Vranjes 8 | The Dome, Sydney Arbitrage : Svein Olav Øie Bjørn Hogsnes |
| 30 septembre 2000 21h30 (heure locale) | ×2 ×3                  | Rapport officiel, p. 68 Olympedia | ×2                 | The Dome, Sydney Arbitrage : Svein Olav Øie Bjørn Hogsnes |

### Matchs de classement
Matchs de classement de la 5e à la 8e place
|  | Demi-finales de classement | Demi-finales de classement |                        |    | Match pour la 5e place | Match pour la 5e place |
|  | Demi-finales de classement | Demi-finales de classement |                        |    | Match pour la 5e place | Match pour la 5e place |
|  |                            |                            |                        |    |                        |                        |
|  | 29 septembre 2000          | 29 septembre 2000          |                        |    | 30 septembre 2000      | 30 septembre 2000      |
|  | 29 septembre 2000          | 29 septembre 2000          |                        |    | 30 septembre 2000      | 30 septembre 2000      |
|  | Slovénie                   | 27                         |                        |    | 30 septembre 2000      | 30 septembre 2000      |
|  | Slovénie                   | 27                         |                        |    | 30 septembre 2000      | 30 septembre 2000      |
|  | France                     | 29                         |                        |    | 30 septembre 2000      | 30 septembre 2000      |
|  | France                     | 29                         | France                 | 22 |                        |                        |
|  | 29 septembre 2000          |                            | France                 | 22 |                        |                        |
|  |                            | Allemagne                  | 25                     |    |                        |                        |
|  | Allemagne                  | Allemagne                  | 25                     | 24 |                        |                        |
|  | Allemagne                  |                            |                        | 24 |                        |                        |
|  | Égypte                     | 18                         |                        |    |                        |                        |
|  | Égypte                     | 18                         | Match pour la 7e place |    |                        |                        |
|  |                            |                            |                        |    |                        |                        |
|  | 30 septembre 2000          |                            |                        |    |                        |                        |
|  |                            |                            |                        |    |                        |                        |
|  | Slovénie                   | 28                         |                        |    |                        |                        |
|  | Slovénie                   | 28                         |                        |    |                        |                        |
|  | Égypte                     | 34                         |                        |    |                        |                        |
|  | Égypte                     | 34                         |                        |    |                        |                        |

Match pour la 9e place
- 26 septembre, Corée du Sud - Tunisie : 24 - 19

Match pour la 11e place
- 26 septembre, Cuba - Australie : 26 - 24

### Statistiques et récompenses

#### Équipe-type
L'équipe-type des Jeux olympiques, :
- Meilleur gardien de but : Peter Gentzel,  Suède
- Meilleur ailier gauche : Rafael Guijosa,  Espagne
- Meilleur arrière gauche : Stefan Lövgren,  Suède
- Meilleur demi-centre : Talant Dujshebaev,  Espagne
- Meilleur arrière droit : Paek Won-chul (en),  Corée du Sud
- Meilleur ailier droit : Lev Voronine,  Russie
- Meilleur pivot : Dragan Škrbić,  RF Yougoslavie

#### Meilleurs buteurs
Les meilleurs buteurs sont, :
| Rang | Joueur                    | Nation         | Buts | Tirs | %      | 7m    | MJ | Moy. |
| ---- | ------------------------- | -------------- | ---- | ---- | ------ | ----- | -- | ---- |
| 1    | Stefan Lövgren            | Suède          | 51   | 89   | 57,3 % | 12/14 | 8  | 6,4  |
| 2    | Rafael Guijosa            | Espagne        | 48   | 68   | 70,6 % | 13/17 | 8  | 6,0  |
| 3    | Roman Pungartnik (de)     | Slovénie       | 45   | 67   | 67,2 % | -     | 8  | 5,6  |
| 4    | Rolando Uríos             | Cuba           | 42   | 60   | 70,0 % | 9/17  | 6  | 7,0  |
| 4    | Paek Won-chul (en)        | Corée du Sud   | 42   | 73   | 57,5 % | 4/5   | 6  | 7,0  |
| 6    | Édouard Kokcharov         | Russie         | 40   | 57   | 70,2 % | 12/16 | 6  | 6,7  |
| 6    | Ashraf Mabrouk Awaad (en) | Égypte         | 40   | 68   | 58,8 % | 10/13 | 8  | 5,0  |
| 8    | Hussein Zaky              | Égypte         | 37   | 71   | 52,1 % | -     | 8  | 4,6  |
| 9    | Yoon Kyung-shin           | Corée du Sud   | 35   | 57   | 61,4 % | 10/13 | 6  | 5,8  |
| 10   | Dragan Škrbić             | RF Yougoslavie | 34   | 51   | 66,7 % | 1/1   | 7  | 4,9  |
| 10   | Markus Baur               | Allemagne      | 34   | 54   | 63,0 % | 17/21 | 8  | 4,3  |

#### Meilleurs gardiens de but
Les meilleurs gardiens de but sont, :
| Rang | Joueur                     | Nation         | Arrêts | Tirs | %      | 7m   | MJ | Moy. |
| ---- | -------------------------- | -------------- | ------ | ---- | ------ | ---- | -- | ---- |
| 1    | Andreï Lavrov              | Russie         | 91     | 255  | 35,7 % | 7/30 | 8  | 11,4 |
| 2    | Dejan Perić                | RF Yougoslavie | 79     | 225  | 35,1 % | 6/30 | 8  | 9,9  |
| 2    | David Barrufet             | Espagne        | 79     | 229  | 34,5 % | 3/14 | 8  | 9,9  |
| 4    | Jan Holpert (de)           | Allemagne      | 75     | 221  | 33,9 % | 8/33 | 8  | 9,4  |
| 5    | Peter Gentzel              | Suède          | 71     | 168  | 42,3 % | 6/13 | 8  | 8,9  |
| 6    | Beno Lapajne               | Slovénie       | 67     | 195  | 34,4 % | 1/10 | 8  | 8,4  |
| 7    | Mohamed Bakir El-Nakib     | Égypte         | 57     | 155  | 36,8 % | 2/15 | 8  | 7,1  |
| 8    | Tomas Svensson             | Suède          | 56     | 156  | 35,9 % | 1/6  | 8  | 7,0  |
| 9    | Mohamed Sharaf El-Din (en) | Égypte         | 54     | 150  | 36,0 % | 1/17 | 8  | 6,8  |
| 10   | Lee Suik-houng (en)        | Corée du Sud   | 51     | 167  | 30,5 % | 2/7  | 6  | 8,5  |

## Tournoi olympique féminin

### Qualifications
Avec désormais 10 équipes qualifiées contre 8 précédemment, un plus grand nombre de nations majeures a ainsi pu participer à la compétition. Les 5 premières équipes du Championnat du monde 1999 ont obtenu leur qualification : la Norvège, championne du monde, et la France, finaliste, sont ainsi accompagnés de l'Autriche, de la Roumanie et de la Hongrie. Enfin, en plus du pays hôte l'Australie, les 4 autres qualifiés sont les représentants continentaux : le Brésil, vainqueur des Jeux panaméricains, la Corée du Sud, championne d'Asie, l'Angola, championne d'Afrique et enfin le Danemark, vice-championne d'Europe en 1998 derrière les Norvégiennes.

### Tour préliminaire
Avec quatre des cinq équipes qualifiées pour les quarts de finale, la phase de poule n'a pas eu de rôle important si ce n'est de permettre aux deux équipes les plus faibles, l'Angola et l'Australie, d'acquérir de l'expérience et de permettre de définir le tableau de la phase finale.
- Qualification pour les quarts de finale
- Éliminé

#### Poule A
|     | Équipe       | Pts | J | G | N | P | Bp  | Bc  | Diff |
| --- | ------------ | --- | - | - | - | - | --- | --- | ---- |
| 1er | Corée du Sud | 8   | 4 | 4 | 0 | 0 | 131 | 100 | 31   |
| 2e  | Hongrie      | 5   | 4 | 2 | 1 | 1 | 119 | 106 | 13   |
| 3e  | France       | 4   | 4 | 2 | 0 | 2 | 90  | 93  | -3   |
| 4e  | Roumanie     | 3   | 4 | 1 | 1 | 2 | 99  | 101 | -2   |
| 5e  | Angola       | 0   | 4 | 0 | 0 | 4 | 98  | 137 | -39  |

#### Poule B
|     | Équipe    | Pts | J | G | N | P | Bp  | Bc  | Diff |
| --- | --------- | --- | - | - | - | - | --- | --- | ---- |
| 1er | Norvège   | 8   | 4 | 4 | 0 | 0 | 101 | 72  | 29   |
| 2e  | Danemark  | 6   | 4 | 3 | 0 | 1 | 124 | 83  | 41   |
| 3e  | Autriche  | 4   | 4 | 2 | 0 | 2 | 131 | 90  | 41   |
| 4e  | Brésil    | 2   | 4 | 1 | 0 | 3 | 100 | 133 | -33  |
| 5e  | Australie | 0   | 4 | 0 | 0 | 4 | 59  | 137 | -78  |

### Phase finale
En quart de finale, les deux vainqueurs de groupe, la Norvège et la Corée du Sud, s'imposent facilement face respectivement à la Roumanie (28-16) et au Brésil (35-24). À l'opposé, la Hongrie et le Danemark ont dû passer par les prolongations pour écarter respectivement l'Autriche (28-27) et la France (28-26).
Dans la première demi-finale, les Danoises, championnes olympiques en titre, réalisent une première mi-temps parfaite face à la Corée du Sud avec un avantage de neuf buts à la pause (20-11). Si les Coréennes retrouvent ensuite leur niveau et remontent rapidement au score en début de seconde période (21-18), le Danemark s'échappe à nouveau ensuite (30-23) et termine tranquillement le match pour finalement s'imposer 31 à 29 : le Danemark va pouvoir défendre son titre. Dans la seconde demi-finale, la Hongrie crée la surprise en disposant relativement facilement de la Norvège, pourtant invaincue jusqu'alors. Menées de 6 buts à la mi-temps (16-10), les Norvégienne comble partiellement leur retard en début de seconde période (17-14), mais les Hongroises reprennent ensuite une avance confortable (24-16 puis 27-20) pour un score final de 28 à 23.
En finale, les Hongroises réalisent une meilleure première mi-temps et atteignent la pause avec deux buts d'avance (16-14). Après 15 minutes en seconde mi-temps, cette avance est passée à 6 buts (23-17). Incapables d'arrêter l'arrière Bojana Radulovics (9 buts) qui sera d'ailleurs élue meilleure handballeuse de l'année 2000, les Danoises profitent d'un temps-mort pour changer de défense, prenant en individuelle l'ancienne joueuse Yougoslave. Les Scandinaves, qui ont gouté à l'or 4 ans plus tôt, ne veulent pas s'avouer vaincues si facilement : une série de 6 buts consécutifs leur permettent ainsi de revenir au score, 23-23. Dès lors, plus rien n'arrêtera Camilla Andersen qui marque 4 fois pour mener le score à 28-26, puis Anette Hoffmann (11 buts au total) qui marque les trois derniers buts de son équipe, finalement victorieuse sur le score de 31 à 27. Déjouant complètement, les Hongroises encaissent donc en fin de match un sanglant 14-4 qui sonne le glas de leur rêve olympique.
Dans le match pour la 3e place, la Norvège s'impose 22 à 21 et interromps ainsi la série de médailles de la Corée du Sud, présente sur le podium depuis 1984. Dans un match très rude (7 exclusions temporaires et 2 cartons rouges), la star Coréenne Lee Sang-eun, 2e meilleure marqueuse de la compétition, se blesse à la cuisse en début de match, ce qui n'altère pas la motivation de ses coéquipières qui prennent trois buts d'avance (11-8). Encouragées par une foule acquise à la cause Norvégienne, les Scandinaves parviennent à égaliser à 15-15 au cours de la 2e mi-temps. À 90 secondes du terme du match, Lee revient sur le terrain pour transformer un jet de 7 mètres permettant d'égaliser, 21-21. Sur l'attaque suivante, l'ailière gauche Mia Hundvin donne un but d'avance pour la Norvège. Le dernier tir Coréen est stoppé par la gardienne Heidi Tjugum et rattrapé par Kjersti Grini. Confisquant la balle pendant de précieuses secondes, celle-ci écopa d'un carton rouge pour geste anti-sportif mais a permis à la Norvège de remporter la médaille de bronze. Enfin, le match de classement pour la 5e place voit s'opposer les équipes classées respectivement 2e et 3e du précédent mondial, à savoir la France et l'Autriche. Dans un match passionnant, les Autrichiennes s'imposent finalement après prolongations sur le score de 33 à 32.
|  | Quarts de finale  | Quarts de finale  |                  |                  | Demi-finales           | Demi-finales           |    |  | Finale           | Finale           |
|  | Quarts de finale  | Quarts de finale  |                  |                  | Demi-finales           | Demi-finales           |    |  | Finale           | Finale           |
|  |                   |                   |                  |                  |                        |                        |    |  |                  |                  |
|  | 28 septembre 2000 | 28 septembre 2000 |                  |                  | 29 septembre 2000      | 29 septembre 2000      |    |  | 1er octobre 2000 | 1er octobre 2000 |
|  | 28 septembre 2000 | 28 septembre 2000 |                  |                  | 29 septembre 2000      | 29 septembre 2000      |    |  | 1er octobre 2000 | 1er octobre 2000 |
|  | Corée du Sud      | 35                |                  |                  | 29 septembre 2000      | 29 septembre 2000      |    |  | 1er octobre 2000 | 1er octobre 2000 |
|  | Corée du Sud      | 35                |                  |                  | 29 septembre 2000      | 29 septembre 2000      |    |  | 1er octobre 2000 | 1er octobre 2000 |
|  | Brésil            | 24                |                  |                  | 29 septembre 2000      | 29 septembre 2000      |    |  | 1er octobre 2000 | 1er octobre 2000 |
|  | Brésil            | 24                | Corée du Sud     | 29               |                        |                        |    |  | 1er octobre 2000 | 1er octobre 2000 |
|  | 28 septembre 2000 |                   | Corée du Sud     | 29               |                        |                        |    |  | 1er octobre 2000 | 1er octobre 2000 |
|  |                   | Danemark          | 31               |                  |                        |                        |    |  | 1er octobre 2000 | 1er octobre 2000 |
|  | France            | Danemark          | 31               | 26               |                        |                        |    |  | 1er octobre 2000 | 1er octobre 2000 |
|  | France            |                   |                  | 26               |                        |                        |    |  | 1er octobre 2000 | 1er octobre 2000 |
|  | Danemark          | 28ap              |                  |                  |                        |                        |    |  | 1er octobre 2000 | 1er octobre 2000 |
|  | Danemark          | 28ap              | Danemark         | 31               |                        |                        |    |  |                  |                  |
|  | 28 septembre 2000 |                   | Danemark         | 31               |                        |                        |    |  |                  |                  |
|  |                   | Hongrie           | 27               |                  |                        |                        |    |  |                  |                  |
|  | Autriche          | Hongrie           | 27               | 27               |                        |                        |    |  |                  |                  |
|  | Autriche          | 29 septembre 2000 |                  | 27               |                        |                        |    |  |                  |                  |
|  | Hongrie           | 28ap              |                  |                  |                        |                        |    |  |                  |                  |
|  | Hongrie           | 28ap              | Hongrie          | 28               |                        |                        |    |  |                  |                  |
|  | 28 septembre 2000 | 28 septembre 2000 | Hongrie          | 28               | Match pour la 3e place | Match pour la 3e place |    |  |                  |                  |
|  | 28 septembre 2000 | 28 septembre 2000 |                  | Norvège          | Match pour la 3e place | Match pour la 3e place | 23 |  |                  |                  |
|  | Norvège           | 28                | 1er octobre 2000 | 1er octobre 2000 |                        |                        | 23 |  |                  |                  |
|  | Norvège           | 28                | 1er octobre 2000 | 1er octobre 2000 |                        |                        |    |  |                  |                  |
|  | Roumanie          | 16                |                  | Corée du Sud     | 21                     |                        |    |  |                  |                  |
|  | Roumanie          | 16                |                  | Corée du Sud     | 21                     |                        |    |  |                  |                  |
|  |                   |                   |                  |                  |                        |                        |    |  | Norvège          | 22               |
|  |                   |                   |                  |                  |                        |                        |    |  | Norvège          | 22               |

### Match pour la3eplace
| 1er octobre 2000 14h30 (heure locale) | Corée du Sud  | 21 – 22                            | Norvège         | The Dome, Sydney Arbitrage : Dragan Nachevski Marjan Nachevski |
| 1er octobre 2000 14h30 (heure locale) | Oh Seong-ok 7 | (13–12)                            | Kjersti Grini 7 | The Dome, Sydney Arbitrage : Dragan Nachevski Marjan Nachevski |
| 1er octobre 2000 14h30 (heure locale) | ×6 ×4 ×1      | Rapport officiel, p. 202 Olympedia | ×3 ×1           | The Dome, Sydney Arbitrage : Dragan Nachevski Marjan Nachevski |

### Finale
| 1er octobre 2000 16h30 (heure locale) | Danemark           | 31 – 27                            | Hongrie             | The Dome, Sydney Arbitrage : François Garcia Jean-Pierre Moréno |
| 1er octobre 2000 16h30 (heure locale) | Anette Hoffmann 11 | (14–16)                            | Bojana Radulovics 9 | The Dome, Sydney Arbitrage : François Garcia Jean-Pierre Moréno |
| 1er octobre 2000 16h30 (heure locale) | ×3 ×2              | Rapport officiel, p. 197 Olympedia | ×3 ×1               | The Dome, Sydney Arbitrage : François Garcia Jean-Pierre Moréno |

### Matchs de classement
Match pour la 9e place
- 28 septembre, Angola - Australie : 26 - 18

Matchs de classement de la 5e à la 8e place
|  | Demi-finales de classement | Demi-finales de classement |                        |    | Match pour la 5e place | Match pour la 5e place |
|  | Demi-finales de classement | Demi-finales de classement |                        |    | Match pour la 5e place | Match pour la 5e place |
|  |                            |                            |                        |    |                        |                        |
|  | 29 septembre 2000          | 29 septembre 2000          |                        |    | 30 septembre 2000      | 30 septembre 2000      |
|  | 29 septembre 2000          | 29 septembre 2000          |                        |    | 30 septembre 2000      | 30 septembre 2000      |
|  | Brésil                     | 23                         |                        |    | 30 septembre 2000      | 30 septembre 2000      |
|  | Brésil                     | 23                         |                        |    | 30 septembre 2000      | 30 septembre 2000      |
|  | France                     | 32                         |                        |    | 30 septembre 2000      | 30 septembre 2000      |
|  | France                     | 32                         | France                 | 32 |                        |                        |
|  | 29 septembre 2000          |                            | France                 | 32 |                        |                        |
|  |                            | Autriche                   | 33ap                   |    |                        |                        |
|  | Autriche                   | Autriche                   | 33ap                   | 29 |                        |                        |
|  | Autriche                   |                            |                        | 29 |                        |                        |
|  | Roumanie                   | 23                         |                        |    |                        |                        |
|  | Roumanie                   | 23                         | Match pour la 7e place |    |                        |                        |
|  |                            |                            |                        |    |                        |                        |
|  | 30 septembre 2000          |                            |                        |    |                        |                        |
|  |                            |                            |                        |    |                        |                        |
|  | Brésil                     | 33                         |                        |    |                        |                        |
|  | Brésil                     | 33                         |                        |    |                        |                        |
|  | Roumanie                   | 38                         |                        |    |                        |                        |
|  | Roumanie                   | 38                         |                        |    |                        |                        |

### Statistiques et récompenses

#### Équipe-type
L'équipe-type des Jeux olympiques est, :
- Meilleure gardienne de but : Heidi Tjugum,  Norvège
- Meilleure ailière gauche : Anette Hoffmann-Møberg,  Danemark
- Meilleure arrière gauche : Kjersti Grini,  Norvège
- Meilleure demi-centre : Oh Seong-ok,  Corée du Sud
- Meilleure arrière droite : Bojana Radulovics,  Hongrie
- Meilleure ailière droite : Janne Kolling,  Danemark
- Meilleure pivot : Véronique Pecqueux-Rolland,  France

#### Meilleures marqueuses
Les meilleures marqueuses sont :
| Rang | Joueuse                    | Nation       | Buts | Tirs | %      | 7m    | MJ | Moy. |
| ---- | -------------------------- | ------------ | ---- | ---- | ------ | ----- | -- | ---- |
| 1    | Kjersti Grini              | Norvège      | 61   | 96   | 63,5 % | 26/29 | 7  | 8,7  |
| 2    | Lee Sang-eun               | Corée du Sud | 59   | 83   | 71,1 % | 35/42 | 7  | 8,4  |
| 3    | Ausra Fridrikas            | Autriche     | 57   | 84   | 67,9 % | 20/25 | 7  | 8,1  |
| 4    | Bojana Radulovics          | Hongrie      | 55   | 101  | 54,5 % | 17/19 | 7  | 7,9  |
| 5    | Maria Sales                | Brésil       | 43   | 98   | 43,9 % | 7/11  | 7  | 6,1  |
| 6    | Camilla Andersen           | Danemark     | 40   | 81   | 49,4 % | 20/21 | 7  | 5,7  |
| 7    | Ilda Bengue                | Angola       | 39   | 62   | 62,9 % | 10/13 | 5  | 7,8  |
| 8    | Tanja Logvin               | Autriche     | 39   | 72   | 54,2 % | 0/2   | 7  | 5,6  |
| 9    | Véronique Pecqueux-Rolland | France       | 38   | 43   | 88,4 % | -     | 6  | 6,3  |
| 10   | Ágnes Farkas               | Hongrie      | 37   | 77   | 48,1 % | 10/11 | 7  | 5,3  |

#### Meilleures gardiennes de but
Les meilleures gardiennes de but sont :
| Rang | Joueuse                | Nation       | Arrêts | Tirs | %      | 7m   | MJ | Moy. |
| ---- | ---------------------- | ------------ | ------ | ---- | ------ | ---- | -- | ---- |
| 1    | Lene Rantala           | Danemark     | 85     | 223  | 38,1 % | 2/19 | 6  | 14,2 |
| 2    | Valérie Nicolas        | France       | 78     | 209  | 37,3 % | 8/34 | 7  | 11,1 |
| 3    | Andrea Farkas          | Hongrie      | 75     | 209  | 35,9 % | 1/20 | 7  | 10,7 |
| 4    | Oh Yong-ran            | Corée du Sud | 73     | 212  | 34,4 % | 1/12 | 7  | 10,4 |
| 5    | Heidi Tjugum           | Norvège      | 68     | 146  | 46,6 % | 9/21 | 6  | 11,3 |
| 6    | Chana Masson de Souza  | Brésil       | 68     | 288  | 23,6 % | 5/26 | 7  | 9,7  |
| 7    | Natalia Rusnachenko    | Autriche     | 66     | 150  | 44,0 % | 2/16 | 7  | 9,4  |
| 8    | Tatjana Dschandschgawa | Autriche     | 61     | 150  | 40,7 % | 3/10 | 7  | 8,7  |
| 9    | Luminița Dinu-Huțupan  | Roumanie     | 61     | 161  | 37,9 % | 3/14 | 6  | 10,2 |
| 10   | Justina Lopes Praça    | Angola       | 49     | 174  | 28,2 % | ?/?  | 5  | 9,8  |

## Arbitres
La Fédération internationale de handball (IHF) a sélectionné 16 binômes d'arbitres pour les deux tournois :
- Marek Tomaszewski et Neil Adams
- Yasser Salim Aly Aly et Hassan Aly Hassan
- Václav Kohout et Ivan Dolejš
- Jan Boye et Bjarne Munk Jensen
- François Garcia (2) et Jean-Pierre Moréno (2)
- Ramón Gallego Santos et Víctor Pedro Lamas Pérez
- Sotiris Migas et Fotis Bavas
- Jenő Klúcsó et Tivadar Lekrinszki
- Chung Hyung-kyun et Lim Kyu-ha
- Marjan Nachevski et Dragan Nachevski
- Svein Olav Øie (3) et Bjørn Hogsnes (3)
- Iouri Litvinov et Valeri Khoudoerko
- Leon Kalin (de) et Enes Koric
- Peter Hansson et Peter Olsson
- Thomas Bojsen et Tugomir Anusic
- Branka Marić et Zorica Gardinovački

La paire norvégienne Svein Olav Øie et Bjørn Hogsnes participe à ses troisièmes Jeux olympiques tandis que les Français François Garcia et Jean-Pierre Moréno ont précédemment arbitré à Atlanta en 1996.

### Ouvrage de référence
- (en) Handball. Official Report of the XXVII Olympiad - Results, vol. 3, Comité international olympique, 292 p. (lire en ligne)